# Politique étrangère de la république populaire de Chine
Depuis l’époque de Deng Xiaoping, la politique étrangère de la république populaire de Chine est fondée sur le principe du « développement pacifique ». Cette orientation a été confirmée après l’accession au pouvoir de Hu Jintao en 2002.
Tout en privilégiant des relations harmonieuses et stables avec ses voisins asiatiques, la république populaire de Chine, un des cinq membres permanents du Conseil de sécurité de l’ONU souhaite se placer sur un pied d’égalité avec les autres grandes puissances mondiales (Union européenne, Russie, États-Unis) tout en développant sa présence, notamment économique, dans d’autres pays ou régions du monde, tels que les pays du tiers monde dont des pays d'Afrique, ainsi que dans la plupart des pays de l'Europe.
La politique chinoise est basée sur des évolutions par petites touches qui conduisent à défendre l'intérêt de la Chine à long terme. La Chine défend ses intérêts sous couvert de solidarité. Parmi les cinq membres permanents du Conseil de sécurité des Nations unies, elle est la seule à n’avoir tiré aucun coup de feu au-delà de ses frontières en plus d'une trentaine d'années, depuis sa courte bataille navale avec le Vietnam en 1988.

## Histoire
En 1949, le Parti communiste chinois arrive au pouvoir dans un pays épuisé par les guerres. La capitale du Guomindang, la ville marchande de Nankin, est délaissée au profit de Pékin (Beijing), ville impériale.
Dès 1950, la Chine intervient massivement dans la Guerre de Corée face aux forces onusiennes essentiellement américaines. Entre 1952 et 1955, l'Union soviétique signe le pacte sino-soviétique. En 1951 le Tibet perd brutalement son autonomie, entraînant l'exil du Dalaï-lama. Lorsque, en 1979, la Chine lance une opération militaire contre le Vietnam.

### Émergence de la Chine

#### L’essor économique
Avec un produit intérieur brut (PIB) s’élevant à 5,745 milliards de dollars en 2010, la Chine était la deuxième puissance économique mondiale après les États-Unis, grâce à un taux de croissance annuel moyen de 9,4 % sur la période 1979-2008. La Chine est le troisième exportateur mondial en 2005, et peut également compter sur sa puissance financière considérable depuis les années 2000.
Ce rapide essor économique encourage l’insertion de la Chine dans la communauté internationale, tout en l’incitant à investir dans d’autres pays en développement pour acquérir des technologies, du savoir-faire et sécuriser ses approvisionnements en énergie et en matières premières, via la Go Out policy.
Depuis décembre 2014, la Chine passe officiellement au rang de première puissance économique mondiale, sur la base du produit intérieur brut à parité de pouvoir d'achat, même si elle reste derrière les États-Unis et l'Union Européenne en produit intérieur brut nominal.

#### La modernisation militaire
Parmi les quatre modernisations du programme de réformes lancé par Deng Xiaoping en 1979 figurait la modernisation de l’armée comme vecteur d’un renforcement de la puissance chinoise, après le semi-échec de l’intervention punitive lancée le 19 février 1979 au Viêt Nam.
De fait, la république populaire de Chine a renforcé ses capacités de défense qui, selon les experts internationaux, la placent au second rang mondial après les États-Unis :
- le budget militaire de la république populaire de Chine s’élève, officiellement, à 45 milliards de dollars (le double selon les experts occidentaux)[Quand ?];
- en janvier 2007, la Chine a procédé à un tir de missile réussi pour détruire l’un de ses satellites météorologiques, devenu hors d’usage.

La Chine tend ainsi à être un concurrent sérieux pour les États-Unis dans le Pacifique.
Si l'armée chinoise n'est plus intervenue hors de ses frontières depuis les années 1980, elle fournit en revanche plus de forces de maintien de la paix que les quatre autres membres permanents du Conseil de sécurité de l'ONU.

#### Le soutien à la diffusion de la culture et de la langue chinoises
Sur le plan culturel, la Chine met en place, depuis 2004, un réseau d’Instituts Confucius pour développer la connaissance de la langue et de la culture chinoises, sur le modèle des Alliances françaises et des Instituts Goethe.

#### Le yuan
L'utilisation de la monnaie chinoise est également soutenue dans le commerce avec les pays d'Asie; accords avec la Malaisie et l'Indonésie en 2009. Accord avec la Birmanie en 2010.

## Relation de la Chine avec les institutions internationales
Le multilatéralisme de la diplomatie chinoise s’est exprimé par son rôle actif au sein des organisations internationales à vocation mondiale :
- au sein de l’Organisation des Nations unies (ONU), la république populaire de la Chine est partie aux principaux traités de désarmement nucléaire, le Traité de non-prolifération (depuis 1992) et le Traité d’interdiction complète des essais nucléaires (depuis 1996), ainsi qu’aux conventions internationales de protection des droits de l’homme : Pékin a signé les Pactes de l’ONU sur les droits économiques et sociaux et les droits civils et politiques, respectivement en 1997 et 1998 ;
- sur le plan économique, la Chine a rejoint en 2001 l’Organisation mondiale du commerce ;
- enfin, la Chine accroît, dans les années 1990, sa participation aux forces de l'ONU chargées du maintien de la paix : en 1997, elle accepte le principe de mettre à disposition des officiers de police et des forces militaires médicales, du génie, du train ou chargées de la logistique[7]. Entre 1990 et 2008, plus de 11 000 militaires chinois ont pris part à 18 missions onusiennes[7].

Revenant sur l’approche longtemps prônée par Deng Xiaoping et le Parti communiste chinois, consistant à ne pas se mettre en avant sur la scène internationale, la Chine élargit son influence au sein de l'ONU au cours des années 2010,  alors que Barack Obama, président des États-Unis, l'encourage à davantage s’impliquer au sein de l'institution, notamment en matière climatique, et que les États-Unis réduisent leur implication à l'ONU sous la présidence de Donald Trump,. En janvier 2017, le président Xi Jinping exprime publiquement, à Genève, la volonté de son pays d’être plus actif au sein de l’ONU, et plaide pour un « multilatéralisme à la chinoise », affirmant « l’égalité souveraine » entre États et la « non-interférence » dans les affaires intérieures d’un État. À la fin de la décennie, la Chine se hisse au rang de 2e contributeur au budget régulier de l'ONU, et de 2e contributeur au budget des opérations de maintien de la paix, à chaque fois derrière les États-Unis,,, alors qu'elle n'était qu'au 9e rang de ces deux classements en 2009,.
La Chine s'illustre également en prenant, durant cette décennie, la tête de 4 organisations onusiennes sur 15 avec Qu Dongyu, directeur général de l'Organisation des Nations unies pour l'alimentation et l'agriculture (FAO) ; Houlin Zhao, secrétaire général de l'Union internationale des télécommunications ; Fang Liu (en), secrétaire générale de l'Organisation de l'aviation civile internationale ; et Li Yong (en), directeur général de l'Organisation des Nations unies pour le développement industriel,. Elle se distingue en proposant, en 2017, un candidat (Qian Tang (en)) pour la direction générale de l'UNESCO : selon Stéphane Bussard, journaliste au Temps, l'UNESCO est, aux yeux de Xi Jinping, un « cadre idéal pour mener un débat sur le cyberespace et tenter d’influer sur l’élaboration de futures normes relatives à celui-ci ».
Cette influence grandissante soulève des inquiétudes quant à ses conséquences sur la protection des droits de l’homme au sein de l’ONU, que la Chine cherche à amoindrir, par exemple en s'opposant à la volonté du Haut-Commissariat des Nations unies aux droits de l'homme de renforcer sa présence sur le terrain dans le cadre d’une initiative appelée « Regional Restructuring », ou en faisant passer, en mars 2017, une résolution susceptible de neutraliser les procédures spéciales du Conseil de sécurité des Nations unies permettant de faire le point sur la situation des droits humains dans tel ou tel pays,.
Après un premier temps de retrait, l'administration Trump cherche à entraver cette influence grandissante en réinvestissant la scène onusienne. En 2019, Donald Trump nomme Andrew Bremberg (en) comme nouvel ambassadeur américain à l'ONU, après deux ans et demi de vacance du poste. En janvier 2020, l'administration américaine nomme Mark Lambert comme envoyé spécial à l'ONU, avec comme mission de contrer l’influence de la Chine,. En mars 2020, elle empêche l’élection d’une candidate chinoise à la tête de l’Organisation mondiale de la propriété intellectuelle (OMPI), au profit du Singapourien Daren Tang qu'elle soutient,.

## Diplomatie régionale

### Question taïwainaise
Historiquement, Taïwan est le bastion où s'est réfugié le guomingtang vaincu après la guerre civile chinoise ; elle est donc l'héritière du système politique rival de l'actuel Parti communiste chinois à la tête de la république populaire de Chine. À la suite de la guerre de Corée, la Chine populaire avait perdu son droit d'entrée à l'ONU et seule Taïwan siégeait jusqu'en 1971 quand les États-Unis apportent leur soutien à la Chine. Finalement, les relations diplomatiques entre les « deux Chines » reprennent en 1980 par le biais de Hong Kong et la démocratisation de Taïwan.
La république populaire de Chine n'a jamais reconnu l'indépendance de facto de Taïwan et souhaite à terme recouvrer la pleine souveraineté sur ce territoire, qu'elle considère toujours comme « un territoire inséparable de la Chine » ou comme une « province devant un jour revenir à la mère patrie ». Une réunification sous l’idée « un pays, deux systèmes » est émise par Deng Xiaoping en 1979 et mise en forme en 1981 par la déclaration en 9 points de Ye Jiangying, toujours rejetée par les gouvernements successifs de la république de Chine (Taïwan).
En 1996, Taïwan organise ses premières élections à scrutin universel libre et direct ; par ce fait le gouvernement taïwanais ne se considère plus comme "en exil" comme ça avait été le cas jusqu'alors mais commence à affirmer de plus en plus une identité taïwanaise. Les tensions entre les deux Chines sont à leur apogée à ce moment et la Chine continentale se fait menaçante. Mais cette stratégie s'avère parfaitement inefficace contre la Chine insulaire...
En 1999, Lee Teng-hui, déclara que les relations entre la Chine et Taïwan étaient des « relations spéciales d’État à État». Cette déclaration souleva des protestations à Pékin et raviva la tension dans le détroit. L’administration Clinton déclara même que Lee Teng-hui était un trouble-fête.
À la suite de cela et peu avant les élections présidentielles à Taïwan, un livre blanc fut émis par la république populaire en février 2000 sur la question de Taïwan, qui réaffirme que non seulement une déclaration d'indépendance de Taïwan est un casus belli, mais également qu’un refus sine die des négociations en vue de la réunification, est également un casus belli.
Un certain pragmatisme prévaut aujourd’hui, malgré les tensions nées, en 2000, de l’élection à Taïwan du candidat indépendantiste Chen Shui-bian, dont il est bon de préciser que pour la première fois dans la courte histoire moderne de Taïwan, il ne fait pas partie du Kuomintang. La priorité actuelle pour la république populaire de Chine apparaît plutôt d’éviter toute déclaration formelle d’indépendance de Taïwan, devenu l’un des principaux partenaires économiques de la république populaire de Chine. La Loi anti-sécession de mars 2005, prévoit ainsi le recours à des moyens « non pacifiques » en cas de sécession  ou s'il n'y a plus de possibilité de réunification pacifique.
En 2008, Ma Ying-jeou, ancien maire de Taipei devient président de l'île avec un programme plus traditionnel et des idées de réunification. Avec lui, qui avait jumelé sa ville avec Shanghai pendant son mandat, Pékin retrouve un interlocuteur qui permet un rapprochement économique, des accords de coopération économique comme l'Accord-cadre de coopération économique entre la Chine et Taïwan qui facilite les investissements croisés entre Taïwan et la Chine en mettant à bas certaines barrières douanières. 
La Chine populaire compte sur l'interdépendance croissante, au fil des années, pour intégrer Taïwan tout en adoptant une politique d'isolement de l'île de Formose afin que Taïwan ne soit pas reconnu internationalement. Tout en maintenant une « ligne dure » vis-à-vis des institutions taïwanaises, en rejetant toute idée d'indépendance, Pékin cherche à favoriser un rapprochement avec ses habitants. Ainsi, les critères d’admission dans les universités chinoises sont allégés pour les lycéens taïwanais, qui peuvent en outre bénéficier de bourses et de logements. Il est ainsi devenu plus facile pour un jeune Taïwanais d’étudier aux très réputées universités de Pékin ou de Zhejiang que pour un jeune du continent. En février 2018, le Bureau des affaires taïwanaises annonce plus d'une trentaine de mesures visant à attirer davantage de citoyens taïwanais. Plusieurs concernent l’accès au marché chinois, notamment une exemption de taxes pour les entreprises ; les autres visent à favoriser l’accès à l’emploi et les échanges culturels.

### Litiges en mer de Chine
Après que Manille a considéré en 1995 les structures de natures militaires construites par la Chine populaire dans le récif de Mischeef, la Chine populaire a adopté une attitude pragmatique:
Sans renoncer à ses revendications territoriales sur les îles Paracels et Spratleys en mer de Chine du Sud, la république populaire de Chine participe, depuis 2002, à un dialogue multilatéral sur la souveraineté des îles.
La Chine populaire reste sur sa ligne de conduite et a attribué à ces îles le statut de «cité chinoise unique à l'échelon administratif» en novembre 2007 dans un contexte de militarisation croissante de la région.
En septembre 2010, la Chine a indiqué que l'ASEAN n'avait pas à devenir partie prenante, en rapport avec la continuation du partenariat stratégique Chine populaire-ASEAN existant depuis 2003, de même que pour les puissances étrangères dont certaines sont plus ou moins dépendantes de la Chine pour leur dette.
D'après Kishore Mahbubani, ancien ambassadeur de Singapour aux Nations unies, « lors d’une conférence de presse conjointe avec le président Obama, le 25 septembre 2015, Xi Jinping avait fait des propositions sur la mer de Chine méridionale qui incluaient l’approbation de déclarations soutenues par les dix membres de l’Association des nations de l’Asie du Sud-Est (Anase). Il avait ajouté qu’il n’avait pas l’intention de militariser les îles Spratleys, où des travaux gigantesques étaient en cours. L’administration Obama ne fit aucun effort pour donner suite à cette proposition conciliante, mais intensifia au contraire les patrouilles de sa marine. En réponse, la Chine a accéléré la construction d’installations défensives sur ces îles. » Le diplomate reproche ainsi aux États-Unis d'avoir « raté de multiples occasions d’y désamorcer les tensions ».

### Relations entre la Chine et l'Inde
La guerre sino-indienne de 1962 déclenché sans avertissement par Mao et prenant par surprise New-Delhi qui a du coup reculé devant les forces chinoises a fortement marqué la classe politique indienne qui considère encore aujourd'hui la Chine comme leur principal compétiteur stratégique sur la scène asiatique.
Alors que dans le conflit indo-pakistanais, l’Inde était  devenu un allié de l’URSS et le Pakistan de la Chine et des États-Unis, la nouvelle donne diplomatique de l’après-Guerre froide a facilité le développement de relations de bon voisinage entre la Chine et l’Inde.
À la suite de la visite en Inde du président chinois Jiang Zemin en 1996, les deux pays ont signé un accord sur le maintien de la tranquillité et de la paix le long de la ligne de contrôle. Puis, la visite en Chine du Premier ministre indien Atal Bihari Vajpayee a conduit à l’adoption, en juin 2003, d’une déclaration commune, aux termes de laquelle :
- l’Inde a réaffirmé l’appartenance à la Chine du Tibet,
- les deux pays se sont engagés à régler leur contentieux frontalier, ce qui a donné lieu à la signature en avril 2005, lors de la visite en Inde du Premier ministre chinois Wen Jiabao, d’un accord sur les « paramètres politiques et les principes directeurs du règlement de la question des frontières » ;
- le commerce transfrontalier doit être développé, notamment via le col de Nathu, qui relie le Tibet et le Sikkim.

Les contentieux frontaliers demeurent, la Chine revendiquant la plus grande partie du territoire de ce qui constitue, selon l’Inde, l’État de l’Arunachal Pradesh (soit 90 000 km2). Par ailleurs, la Chine occupe l’Aksai Chin, un territoire de 40 000 km2 revendiqué par l’Inde. Enfin, à la suite de l’accord sino-pakistanais de 1963, la Chine a obtenu du Pakistan la vallée de Shaksgan (5 180 km2) dans le Cachemire, territoire qui fait partie de l’Union indienne selon New Delhi.

### Relations entre la Chine et le Japon
Les relations sino-japonaises restent tendues par l’attitude du gouvernement japonais vis-à-vis du passé militaire nippon pendant la Seconde Guerre mondiale, notamment les visites du Premier ministre japonais au sanctuaire de Yasukuni, la prostitution forcée à laquelle étaient soumises les « femmes de réconfort » chinoises et coréennes, ainsi que le révisionnisme des manuels d’histoire japonais. La république populaire de Chine n’est ainsi pas favorable à ce que le Japon devienne membre permanent du Conseil de sécurité des Nations unies.
Dans le contexte de l’alliance militaire nippo-américaine, la déclaration conjointe américano-japonaise de février 2005, dans laquelle les deux gouvernements ont exprimé leur « intérêt stratégique pour une résolution pacifique de la question de Taïwan », a entraîné d’importantes manifestations de protestation en Chine. Toutefois, le remplacement au poste de Premier ministre du Japon de Junichiro Koizumi par Shinzo Abe a permis l’organisation avec Hu Jintao d’un sommet bilatéral, en septembre 2006, permettant d’aplanir les différends entre les deux États.

### Participation de Pékin aux institutions diplomatique régionales
La Chine est membre :
- de la Coopération économique en Asie et dans le Pacifique (APEC) ;
- du Forum régional asiatique (plus connu sous son acronyme anglais : ARF) de l’Association des nations du sud-est asiatique (ASEAN), espace de discussion sur les questions de sécurité dans la zone Asie-Pacifique, tandis que les échanges bilatéraux entre la Chine et les pays de l’ASEAN (soit 150 milliards de dollars par an) sont appelés à encore se développer dans la perspective d’un futur accord de libre-échange.

Par ailleurs, la Chine a contribué à la constitution de l’Organisation de coopération de Shanghai, compétente en matière de sécurité internationale, qui regroupe, outre la Chine et la Russie, quatre républiques d’Asie centrale, le Kazakhstan, le Kirghizistan, l'Ouzbékistan et le Tadjikistan, ainsi que, comme observateurs, la Mongolie, le Pakistan, l’Iran et l’Inde.
Les responsabilités nouvelles de la Chine en Asie orientale se sont traduites par son implication dans les crises récentes :  
- lors de la crise financière asiatique de 1997, elle a octroyé un milliard d’euros de dons à la Thaïlande ;
- l’aide humanitaire chinoise a atteint 60 millions de dollars après le tsunami de décembre 2004.

Soucieuse également de conforter son rôle de grande puissance régionale, consciente de ses obligations internationales pour préserver la paix et la stabilité en Asie du Nord-Est, la Chine est à l’origine des négociations multilatérales à six, qui se tiennent à Pékin, en vue de la dénucléarisation de la péninsule coréenne.

## Relation de la Chine avec les puissances occidentales

### Relations entre la Chine et l'Union européenne
La Chine participe depuis 1996 aux rencontres Asie-Europe (Asia Europe Meetings, ASEM).
En 1997, la Chine a signé un partenariat global avec la France puis, en 1998, un partenariat stratégique avec l’Union européenne.
Depuis 2004, l’Union européenne est le premier partenaire économique de la Chine, devant les États-Unis.
Le déficit commercial de la Chine avec l'Union européenne s'est aussi creusé de façon importante ces dernières années, atteignant 100 milliards d'euros sur les 8 premiers mois de 2006.
Le 26 novembre 2008, la Chine a annoncé reporter un sommet Union européenne-Chine en raison de la rencontre prévue le 6 décembre en Pologne entre Nicolas Sarkozy et le dalaï lama, entraînant des critiques de la France. Selon François Godement, professeur à Sciences Po et membre du Conseil européen des relations étrangères, la décision chinoise était calculée, et visait, à travers la France, l’Europe, incapable d'adopter une attitude commune à l'égard de la question tibétaine.
En échange du financement d'une partie de la dette, en 2010, le vice-premier ministre chinois Wang Qishan a indiqué souhaiter de l’UE «des engagements significatifs sur certains sujets, comme la levée de l’interdiction frappant les exportations de produits de haute technicité, la reconnaissance du statut d’économie de marché à la Chine, la protection des droits et intérêts légitimes des investissements chinois dans l’UE, et le traitement d’une manière convenable des demandes de visa européen des investisseurs chinois »). La levée de l'embargo sur les ventes d'armes à la Chine populaire est également en jeu.

### Relations entre la Chine et la Russie
Depuis la signature d’un partenariat stratégique en 1996, les relations sino-russes sont marquées par l’importance de la coopération militaire : 
- la Russie est devenue le premier fournisseur d’armements de la Chine (à hauteur de 2 milliards de dollars par an) ;
- les deux pays ont organisé des exercices militaires conjoints en 2006 et 2007 (pour cette dernière année, conjointement avec les troupes kirghizes).

### Relations entre la Chine et les États-Unis
Les relations bilatérales sino-américaines sont marquées à la fois par une dénonciation de l' « hégémonisme américain » et une interdépendance économique croissante.
Si d’importantes manifestations ont ainsi protesté contre le bombardement, par l’OTAN, de l’ambassade chinoise à Belgrade en 1999, la dénonciation de l’ « hégémonisme américain » a été absente, pour la première fois lors d’un congrès du Parti communiste chinois, lors du XVIe Congrès de novembre 2002.
Côté américain, selon le professeur Michael T. Klare, l'endiguement de la montée en puissance de la Chine constituerait la véritable motivation de l'augmentation continue des dépenses militaires américaines.
Les relations économiques bilatérales encouragent cependant la coopération entre les deux États, tout en nourrissant les sentiments anti-chinois aux États-Unis, dans la mesure où ces échanges traduisent une dépendance américaine :
- du fait du déficit commercial américain vis-à-vis de la Chine ;
- en raison de la détention d’une part importante de la dette publique américaine, soit 350 milliards de dollars en bons du Trésor, par les investisseurs chinois.

## Relation de la Chine avec le reste du monde
La croissance économique forte de la Chine l'oblige à sécuriser et diversifier ses importations d'énergie et de matières premières. Ainsi, la Chine noue de nombreux accords de coopération avec de nombreux pays d'Afrique subsaharienne.
La Chine accorde aussi de l'aide au développement à ces pays, à la condition qu'ils ne reconnaissent pas Taïwan. L'idée est de faire de cette région du monde un réservoir de matières premières (notamment de pétrole), un débouché pour les produits chinois, ainsi que de fidèles alliés politiques, par exemple lors de votes à l'ONU.
Lors du troisième sommet sino-africain, qui s’est tenu en novembre 2006, et qui a réuni des représentants de 48 États africains, la Chine a annoncé une aide triennale (sur la période 2006-2009) sous forme de prêts et de crédits d’achats préférentiels, à hauteur respectivement de 3 et 2 milliards d’euros. La présence chinoise en Afrique est en cela particulièrement emblématique : contrairement à l’Europe et aux États-Unis, la Chine ne conditionne pas son aide et ses investissements au respect de critères politiques.
La Chine a développé des relations très amicales avec la Tanzanie. Son président John Magufuli affirme que « La Chine est une vraie amie qui offre son aide sans conditions. (...) Les choses gratuites sont très chères surtout quand proviennent de certains pays. Les seules qui ne coutent rien sont celles qui viennent de Chine ». Lors du huitième sommet Chine-Afrique, en septembre 2018, Pékin promet à la Tanzanie 60 milliards de dollars, dont un quart de prêt sans intérêt, un tiers de crédit et 10 milliards destiné à un fonds de financement des projets de développement. Les aides chinoises ne sont pas désintéressées puisqu'elles favorisent notamment le développement d'infrastructures (réseaux ferrés, ports) nécessaires aux activités commerciales. Depuis 2010, la Chine est le premier partenaire commercial du continent africain.
Les échanges universitaires entre la Chine et l'Afrique ne sont pas nouveaux, mais la tendance repart nettement à la hausse depuis les années 2010. Plus de 50 000 jeunes Africains ont ainsi étudié dans les universités chinoises en 2015, contre 15 000 en moyenne au début des années 2000.
Les principaux partenariats noués par la Chine, en dehors de l’Asie orientale, se fondent sur des coopérations économiques ou militaires ciblées :
- au Moyen-Orient, avec deux de ses principaux fournisseurs de pétrole : l’Arabie saoudite et l’Iran ;
- avec Israël, dans le domaine de la coopération militaire ;
- en Afrique subsaharienne, avec l’Afrique du Sud et le Zimbabwe, pays richement dotés en matières premières et dont la république populaire de Chine a soutenu les actuels dirigeants lorsqu’ils luttaient contre l’apartheid et la colonisation britannique, ainsi qu’avec trois producteurs d’hydrocarbures : le Nigeria, le Soudan et l’Angola ; s’agissant du Soudan, la Chine a fortement investi dans l’exploitation, le raffinage et le transport d’hydrocarbures, en dépit de la crise du Darfour qu’elle a considérée comme une affaire interne au Soudan avant d’accepter d’envoi lors d’une force multinationale d’interposition[43].
- en Amérique latine, avec le Brésil (avec lequel la Chine a noué des partenariats économiques dans les secteurs agricoles, mais aussi des industries aéronautique et nucléaire), l’Argentine, le Chili et le Venezuela, respectivement exportateurs de céréales, de cuivre et de pétrole.
- Au Maghreb, avec la Tunisie, La Chine s'impose  comme partenaire majeur de la Tunisie, après les États-Unis d'Amérique, et l'Europe[44].